# Maloukraiinka, Ielaneț
Maloukraiinka (în ucraineană Малоукраїнка) este localitatea de reședință a comunei Maloukraiinka din raionul Ielaneț, regiunea Mîkolaiiv, Ucraina.

## Demografie
Componența lingvistică a localității Maloukraiinka
     Ucraineană (93,75%)
     Rusă (3,29%)
     Română (2,63%)
Conform recensământului din 2001, majoritatea populației localității Maloukraiinka era vorbitoare de ucraineană (93,75%), existând în minoritate și vorbitori de rusă (3,29%) și română (2,63%).